# 자연

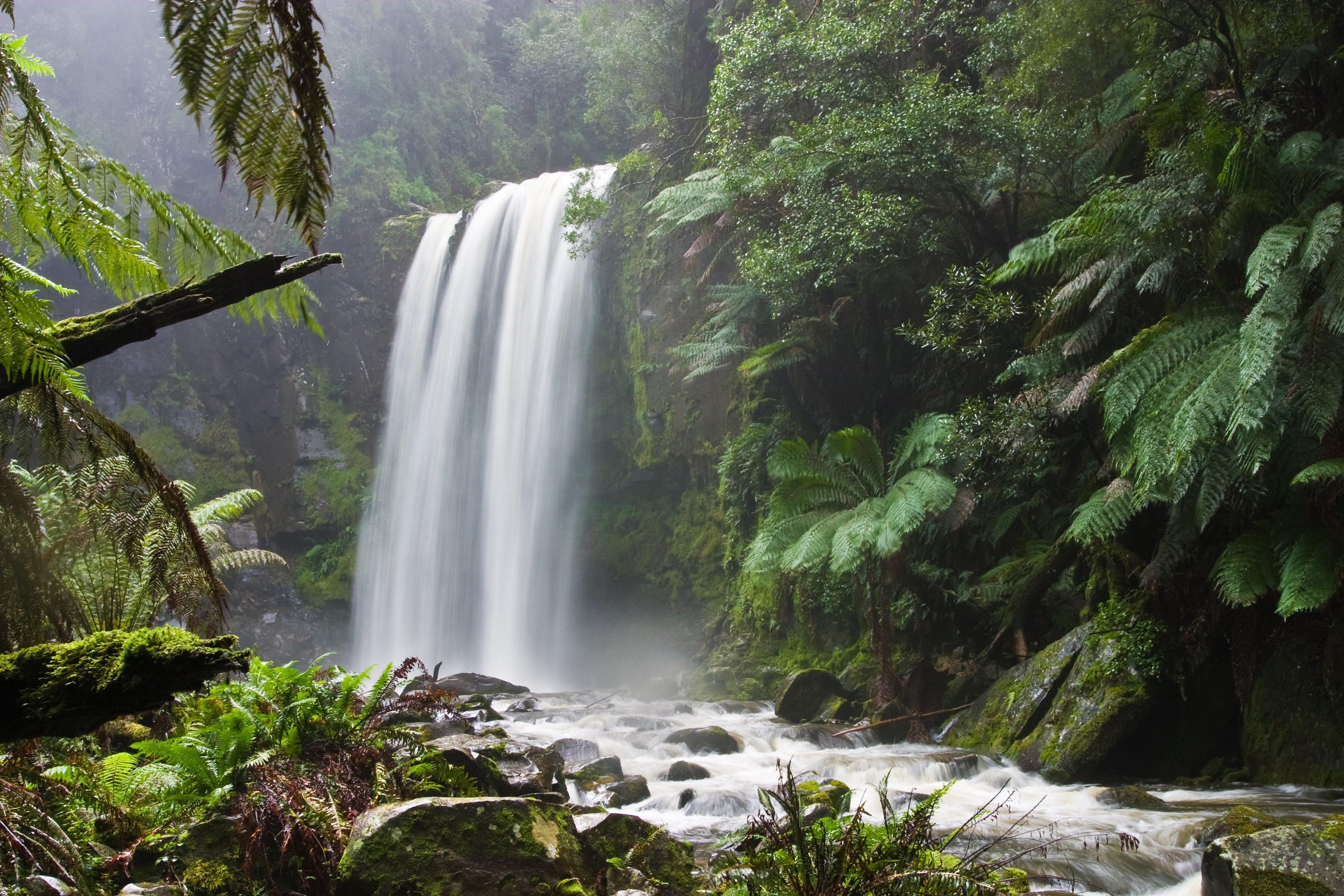

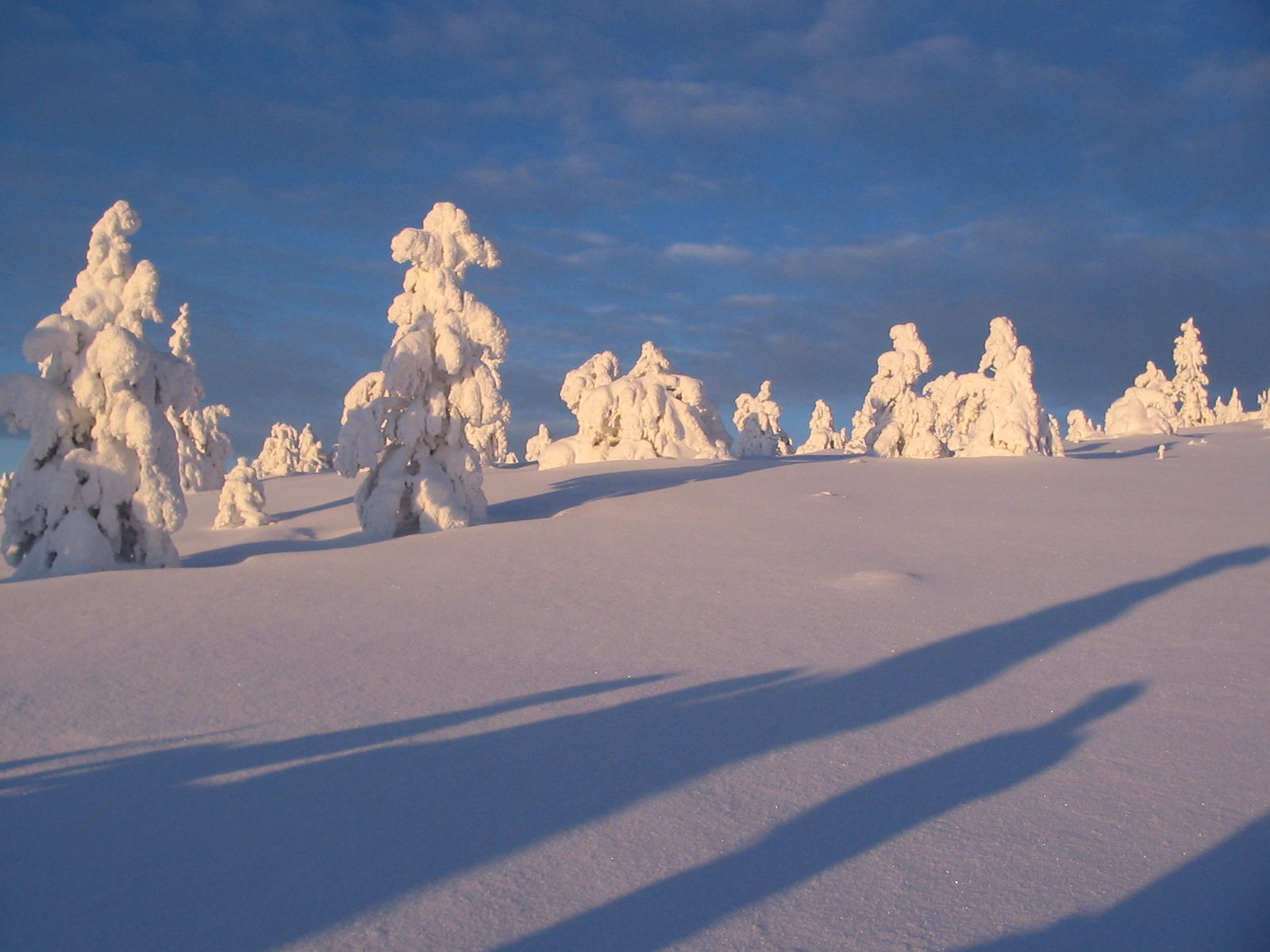
라플란드, 핀란드의 겨울 풍경

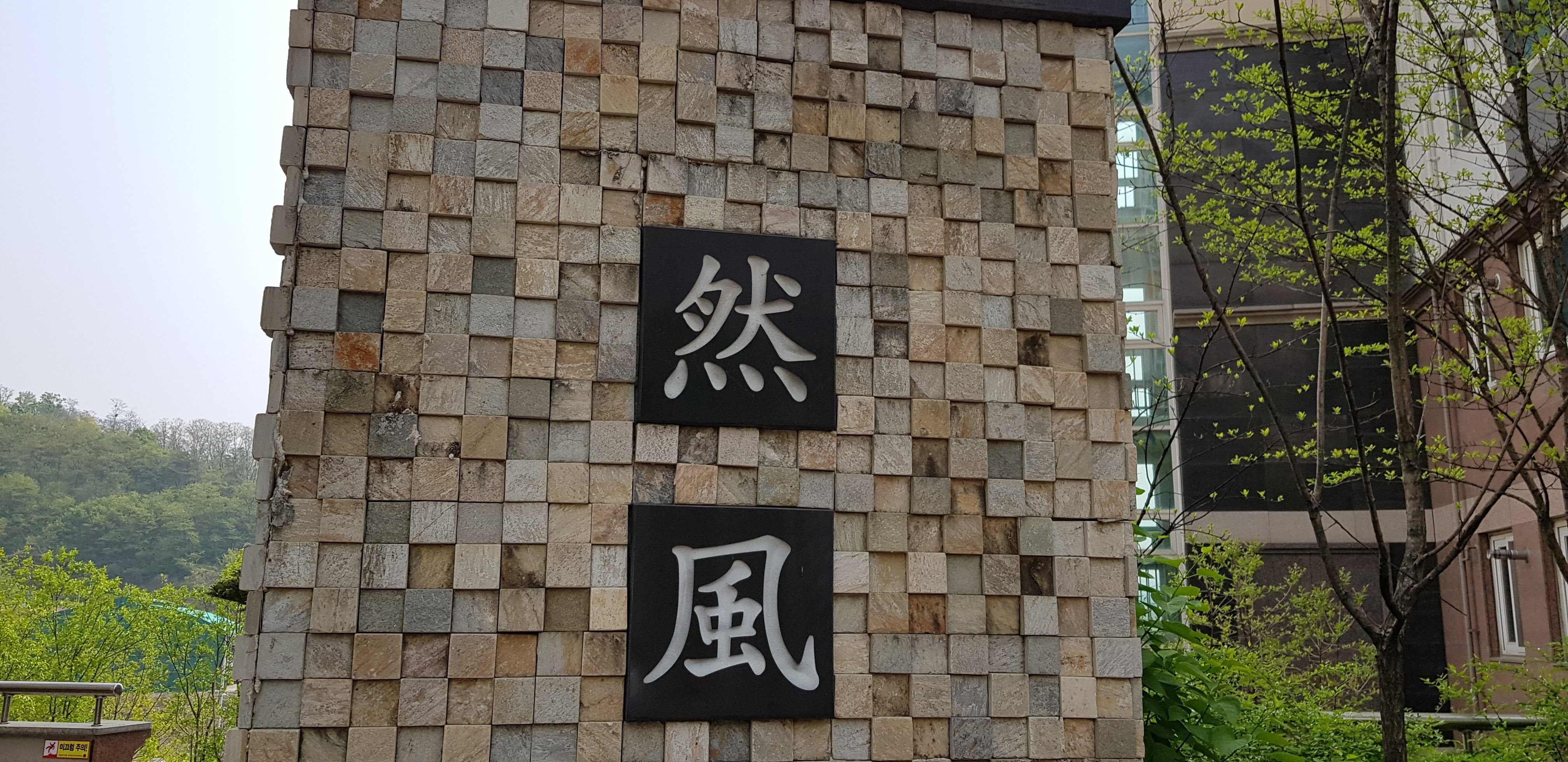
자연을 한자로 표기한 것

자연(自然, 영어: Nature, 그리스어: physis)은 산, 강, 바다 등 생명력을 가지고 스스로 생성, 발전하는 것을 말한다. 주로 인간의 유전적 성질 전체나 환경에 의한 성질을 가리키는 말이기도 하다.
1. 인간의 영향이 미치지 않은 그대로의 현상과 그에 따른 물질
2. 산, 바다, 호수, 강과 같은 자연 환경
3. 사람을 제외한 자연물 모두
4. 사람을 포함한 하늘과 땅, 우주 만물
5. 인위적이지 않은 행동이나 현상

## 어원
자연이란 낱말을 언제부터 사용했는지는 명확하지 않으나 도덕경의 여러 곳에서 이미 쓰이고 있다. 도덕경에 나타난 자연의 의미는 인간 사회에 대해 대응하여 원래부터 그대로 있었던 것, 또는 우주의 순리를 뜻한다. 도덕경에 나오는 자연은 현대어의 자연과 달리 명사가 아닌데, 원래는 "스스로 그러하다"라는 뜻이다. 예를 들어 도덕경 주해에 "천지임자연"(天地任自然)이라는 말이 있는데, "천지"(하늘과 땅)는 현대어의 자연(Nature)이고,"자연"은 "스스로 그러하다"라는 뜻이므로, 이를 요즘말로 옮기면 "자연은 스스로 그러함에 있다"라는 뜻이다.
한편 유럽의 여러 언어에서 자연을 뜻하는 낱말은 라틴어 natura를 어원으로 하고 있는데 영어와 프랑스어의 nature, 독일어의 natur, 이탈리아어, 스페인어 등의 natura 등이 그것이다. 라틴어 natura는 "낳아진 것"이라는 뜻으로, 그리스어 그리스어: φύσις의 번역어로 채택되어 "본성", 즉 우주나 동물, 인간 등의 본질을 가리키는 낱말로 사용되었다.
현재 우리가 쓰고 있는 자연이란 낱말은 서구의 nature를 번역하여 들여온 것으로 중세 기독교 신학에서 비롯된 인간에 의해 정복되어야할 것이란 관념과 17세기 과학혁명 이후의 자연주의적 관점 등이 함께 혼합되어 있다고 할 수 있다.

### 그리스의 유래
그리스어로는 피시스(physis：태어나다)라고 하는데 이것은 태어나서 성장하고 쇠퇴하며 사멸하는 것이 자연이라는 뜻으로, 아리스토텔레스(Aristotle)의 정의에 따르면 '그 자체 안에 운동변화의 원리를 가진 것'이다.
그리스인들은 세계를 거대한 동물로 생각했는데 아리스토텔레스가 자연을 다루기 위해 고안한 개념적 도식도 이런 생각을 전제로 하고 있다. 자연은 다양한 사물들이 그들의 특징적인 형태를 실현하기 위해 투쟁하는 영역으로 명확하게 드러나지는 않지만 목적이 자연 전체를 지배하고 있다. 아리스토텔레스가 우주의 물리적·화학적 측면을 몰랐던 것은 아니지만 그는 그것들을 우주의 생물학적인 양상에 종속시켰는데 이는 근대 이후의 기계론적 세계관에 익숙한 현대인에게는 놀라운 사실이 될 수도 있다.
물질을 구성하는 4원소(흙·공기·불·물)조차도 각각 우주 안에서 제자리를 찾아 움직이는 것으로 보았다. 이런 견해와 데카르트의 생각은 너무 대조적이다. 데카르트에 따르면 자연은 유기체가 아니라 기계장치이며 따라서 인간의 정신을 제외하고 동물과 인간의 육체까지를 포함한 그 안의 모든 것은 기계적인 원리에 따라 이해될 수 있다. 데카르트는 그의 이러한 철학으로 17세기초에 나타나 아이작 뉴턴(영어: Isaac Newton)까지 이어진 갈릴레오 갈릴레이(이탈리아어: Galileo Galilei)의 새로운 물리학을 지지했다.
하지만 그 자신은 순수한 기계론자는 아니었고, 정신은 자체의 원리에 의해 지배된다고 믿었다. 그러나 그의 저작들은 계몽기에 인간의 정신현상도 물리적 세계와 동일하게 기계적인 해석이 가능하다는 생각으로 발전했다. 칸트도 마지못해 이런 입장을 받아들였는데 그에 따르면 인간의 행동을 포함한 자연 안의 모든 것은 인과관계에 따라 결정된다.
또한 도덕적 행위에 있어 인간은 자신을 자유정신 세계의 일부로 생각함으로써 자연의 영역을 벗어나므로, 인간의 존엄성과 특이성이 보존될 수 있다고 보았다. 현대의 자연관은 환경에 대한 인식의 제고로 종래의 기계론적 자연관을 벗어나 서서히 인식의 전환을 시도하고 있다.

### 중국의 유래
중국 도교 철학에서 자연의 힘과 완전한 조화를 이루며 살아가는 인간의 이상적인 상태를 말한다.
도가사상에서는 세상에 존재하는 모든 것들이 각각 자연적인 상태를 가지고 있다고 생각하고, 자연이 의도하는 대로 되기 위해 완전히 무작위적인 상태에 도달하려고 애를 쓴다. 결과적으로 인생은 극히 단순하며, 삶과 죽음, 건강과 질병 등은 저항할 수 없는 자연의 순환 가운데 하나로 받아들여진다. 자연은 끊임없이 세상을 생성·소멸시킨다.
인간은 변화하는 주변의 세계를 인지하여 인간이 통제할 수 없는 힘을 발휘할 수 있다.
중국에서 자연이라는 말이 최초로 나타난 것은 노자에서이다. 자연이라는 것은 원래 맹연(猛然)이나 흔연(欣然)처럼 어느 상태를 나타내는 말이며, 존재를 나타내는 명사는 아니다. 그것은 자신을 의미하는 자(自)와 상태를 나타내는 접미사 연(然)으로 이루어지며, 자신의 상태를 나타내는 것이었다. 그런데 노자는 자신이라는 것은 인위를 가하지 않고 본래상태이기 때문에, 자연은 무위와 결부해서 무위자연(無爲自然)라는 숙어도 생겨났다. 자신이 무위라는 것은 또한 물질의 있는 그대로를 존중하는 것이다. 어쨌든 자연이라는 것은 자신에 관해서도 만물에 대해서도 <인위를 가하지 않은 자신의 상태>를 의미하며, 오늘날의 자연이 의미하는 삼라만상의 대상적 세계일반을 나타내는 것이 아니었다. 그런 것으로는 천지나 만물이라는 말이 사용되었다. 이런 사정은 천지의 자연을 주장한 도가사상에서도, 또한 논형(論衡)에서 자연을 논한 왕충에서도 변함없다.

## 자연환경
자연은 흔히 자연환경을 의미한다. 자연환경은 넓게는 우주를 구성하는 물질과 에너지 전체부터 좁게는 지구를 구성하는 지구 대기권, 수권, 암석권, 생물권과 같은 것을 통틀어 일컫는 말이다.

### 지구
지구는 생물이 살고 있는 태양계의 행성이다. 지구 이외의 곳에서도 생명이 살고 있을 가능성이 있으나 아직까지는 발견되지 않았다. 지구를 구성하고 있는 구조로는 크게 보아 지질학의 대상인 지각과 그 아래의 맨틀과 같은 지구 내부구조, 지표의 약 3분의 2를 덮고 있는 바다, 호수, 강과 같은 수권, 공기로 이루어진 지구 대기권, 그리고 이러한 지구에 살고 있는 생물들의 총체인 생물권으로 나눌 수 있다. 지구의 역사는 지구가 생겨났을 때부터 지금까지의 변화를 가리킨다. 지구는 약 45억 7천만년 전에 형성되었다.

#### 지질
지질학에서는 지구의 지질 구조를 몇 개의 층으로 구분한다. 암권은 유동성 있는 맨틀 위에 떠 있으며 여러 개의 판으로 이루어져 있다. 이 판들은 맨틀의 대류 운동으로 인해 생성되고 이동하며 소멸한다. 판과 판의 경계면에서는 판들의 충돌로 인해 습곡, 화산, 단층, 지진과 같은 지질현상이 일어나고 있다. 판들이 이동함에 따라 그 위에 놓여 있는 대륙도 이동하게 되는데 이러한 것을 다루는 이론을 판구조론이라 한다.

#### 대기권

지구 대기권의 구분과 고도에 따른 기온 곡선

지구 대기권은 특성에 따라 지표면에서부터 대류권, 성층권, 중간권, 열권, 외기권의 다섯 층으로 나눌 수 있다.
대류권은 지표면에 가장 인접한 대기의 층이다. 대류권은 지표면의 복사열에 의해 가열되므로, 고도가 높아질수록 온도는 낮아진다. 즉 온도가 높은 공기가 아래쪽에 있으며, 이는 열역학적으로 매우 불안정하므로 쉽게 난류가 발생한다. 대류권에는 무거운 공기 분자가 모여있으며, 전체 대기 질량의 거의 80%가 모여있다. 대류권은 극지방에서는 지표면으로부터 10 km 정도 까지의 영역이며, 적도지방에서는 더 높아 18 km 정도까지의 영역이다.
성층권은 대류권과 반대로 지상에서 올라갈수록 온도가 상승한다. 성층권의 가열 원인은 오존으로, 오존이 태양으로부터의 자외선을 흡수함에 따라 가열되며, 따라서 고도가 높아질수록 온도는 상승하게 된다. 온도가 높은 공기가 위에 있으므로 열역학적으로 안정하며, 이러한 이유로 난류가 발생하지 않으므로, 비행기 고도로 이용되기도 한다. 성층권은 대류권 위쪽에 위치하며, 대략 지표면으로부터 50 km 정도까지의 영역이다.
중간권은 다시 고도가 올라갈수록 온도가 감소하는 영역이다. 이 영역에서는 대류현상이 일어나 약간의 구름이 형성되기도 하지만 기상현상은 일어나지 않는다. 지상 50 km에서 80 km까지의 높이이며, 야광운이 생기기도 한다.
열권은 중간권 상부의 층으로, 올라갈수록 기온이 상승한다. 그 이유로는, 열권의 밀도가 매우 낮기 때문에, 적은 열로도 온도가 많이 올라가기 때문이다. 또 다른 이유로는, 태양에 가깝기 때문이라는 이유도 있지만 큰 영향력을 받지는 않는다. 이곳에서는 강력한 태양풍을 직접 맞아서 원자가 전리화되기 때문에 전리층으로 불리기도 한다. 강한 전리층은 전파를 반사하며, 이러한 반사 현상을 이용하여 원거리 무선통신을 하기도 한다. 지상 80-90 km에서 시작하여 500 - 1000 km까지의 높이이며, 오로라가 생기기도 한다.
외기권은 지구 대기가 우주 공간과 접하는 최외곽 영역이다. 이 곳에 존재하는 거의 대부분의 가스는 수소와 헬륨이며, 우주공간으로 빠져나가기도 한다. 외기권은 500 – 1000 km 상공에서 시작하며, 끝나는 지점은 특별한 의미는 없지만 10,000 km 정도까지로 생각하기도 한다.

#### 수권

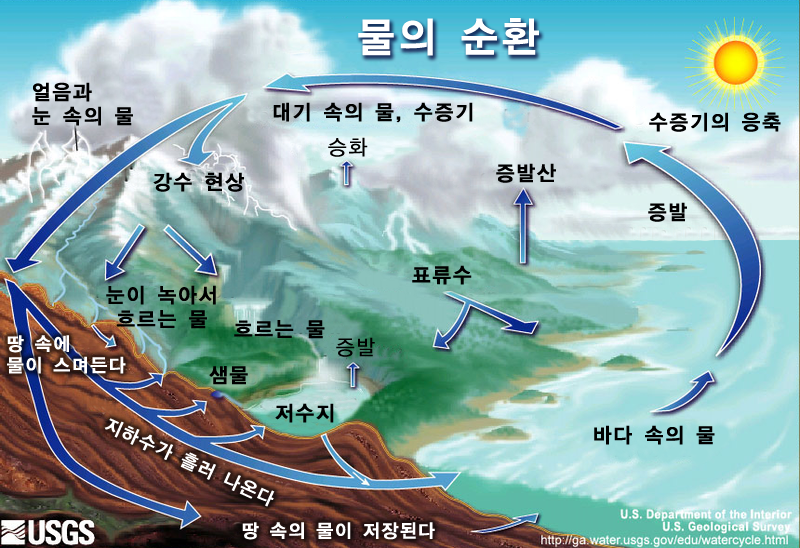
물의 순환

수권은 지구의 물의 구성을 가리키는 개념이다. 구체적으로 해당되는 것은 해양, 호수, 하천이다. 수권은 지표의 70%를 덮고 있고 다수의 동식물의 생식의 장소이다.
수권은 대기권처럼 항상 움직인다. 하천의 흐름은 보기 쉽지만 호소의 움직임은 눈에 띄기 어렵다. 해양수의 흐름은 곳에 따라서는 육안으로 확인하기 쉽지만 열대 지방과 극지방의 사이나 대륙간의 대류 등은 확인이 곤란하다. 이것은 열대 지방의 따뜻한 해수가 극지방으로, 극지방의 차가운 해수가 열대 지방으로 이동하는 것으로 이러한 흐름은 해류로 불리는 형태를 취한다. 이 해류는 해양의 표면과 심부(수심 약 4,000 m)에 존재한다.
해양의 이 흐름에 영향을 주는 성질에는 물의 온도와 염분이 있다. 따뜻한 물은 비중이 작아 해양의 표면을 흐르지만 차가운 물은 비중이 커 해저로 가라앉아 흐른다. 염분이 많은 물은 비중이 커 가라앉기 쉽지만 염분이 적은 물이나 담수는 비중이 작아 대양의 표면으로 부상한다. 물의 온도와 염분의 편성이 물의 부상과 침강 또는 중심부의 체류를 결정하는 요소이다.
해양에는 기후 시스템에 기여하는 기능이 두 가지 있다. 하나는 대기권의 온실효과를 좌우하는 화학물질을 대량으로 저장하는 것으로 이 저장 구성의 변화 속도가 기후 변동의 속도를 한정한다. 또 하나는 지표에 닿는 태양 복사 에너지의 90%를 흡수하는 것으로 대기권의 움직임에 대해 열대 지방의 열을 극지방으로 이전해 태양 에너지를 재분배한다.

#### 생물권

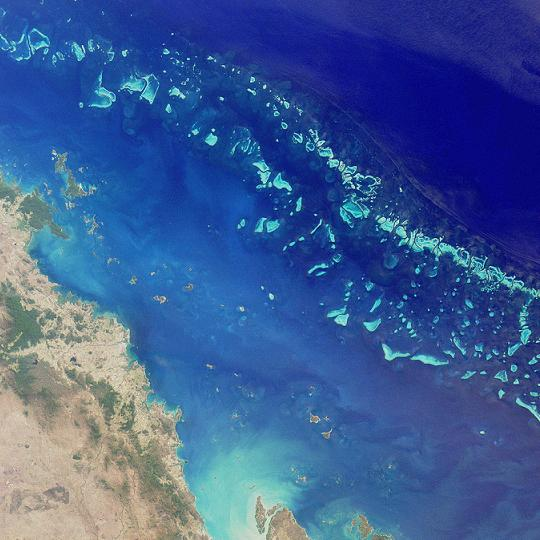
대보초의 위성 사진

생물권은 지구상의 모든 자연환경을 이루는 생태계를 가리키는 개념이다. 지구상의 생물은 공통조상이 되는 원시 생명체로부터 진화 과정을 거쳐 종분화를 이루어 오늘날과 같은 다양성을 띄게 되었다. 생물은 크게 보아 동물, 식물, 세균 등으로 구분되며 지구 표면의 거의 모든 지역에서 서식하고 있다. 오늘날 생물학은 세포의 특성을 바탕으로 생물을 진핵생물, 고균, 세균의 세 역으로 구분한다.
생물은 자연환경과 상호작용을 보인다. 즉, 생물은 자연환경에 적응하여 진화하는 한편, 자연 환경 자체를 변화시키기도 한다. 이러한 생물과 자연환경의 상호작용 결과 생물들은 서식지를 형성하게 되었다. 오스트레일리아의 대보초는 생물이 환경을 변화시킨 극명한 예이다.
한편 생물은 서로 간에도 상호 관계를 맺고 살아가는데 이러한 생물간 상호작용의 총체를 생태계라고 한다. 생태계에서 생물은 생산자, 소비자, 분해자와 같은 역할을 수행하는 먹이그물을 형성한다. 먹이그물에서 특정 생물 종이 차지 하는 위치인 영양 단계는 생물 사이의 에너지 흐름을 보여준다.
인간 역시 오랫 동안 자연환경과 상호작용을 갖고 생태계의 일원으로 살아왔다. 근대 이후 인간의 개발에 의한 영향이 커지자 환경 오염과 생태계 파괴와 같은 문제가 대두 되었다. 20세기 후반 이후 생태계의 보전과 지속 가능한 발전을 위한 국제적인 움직임이 계속되고 있다.

### 지구의 역사
지구는 약 46억 7천만년 전 생성되어 지금에 이르고 있다. 지구의 역사를 지질 시대를 기준으로 살펴보면 다음과 같다.

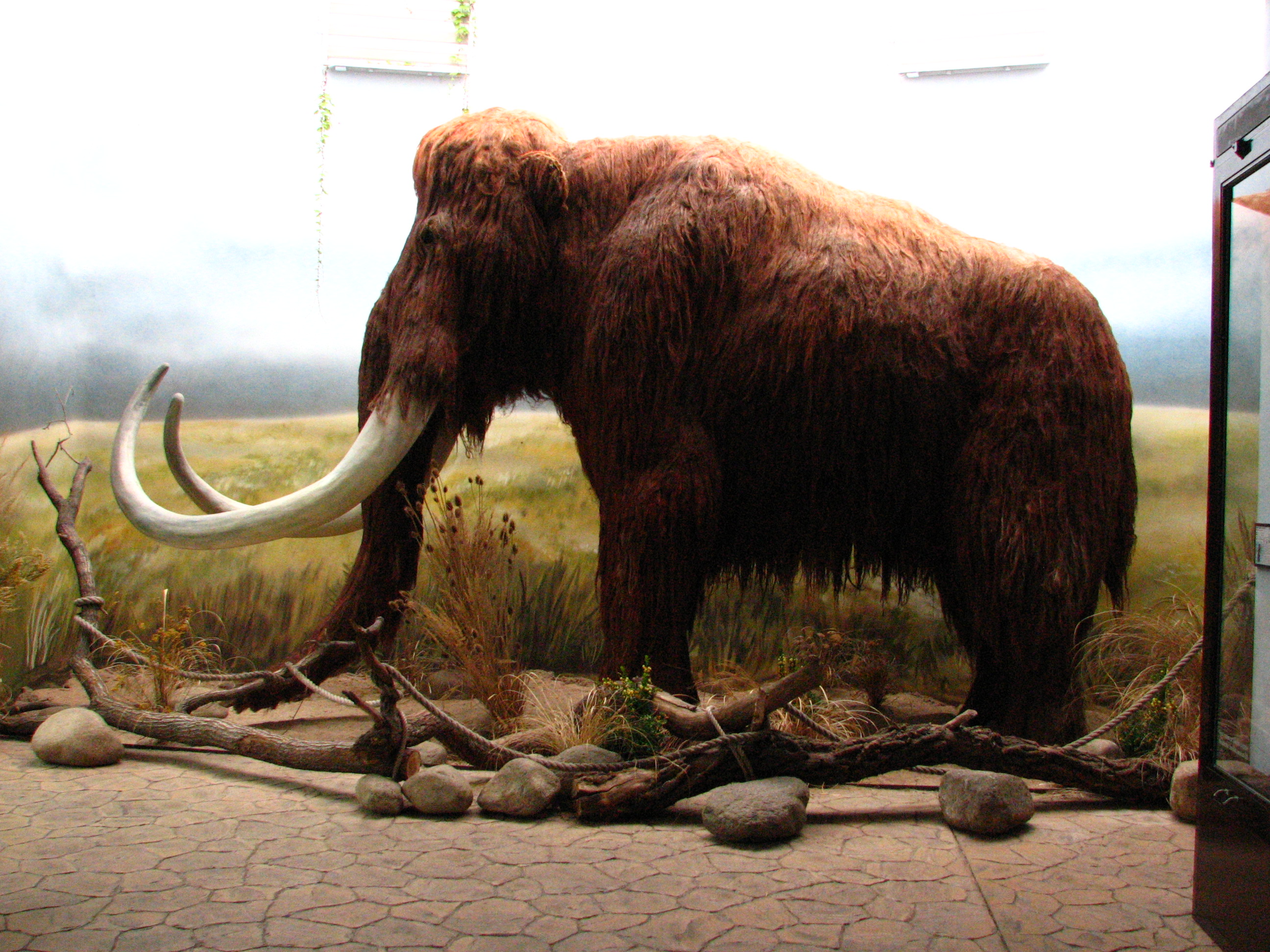
매머드

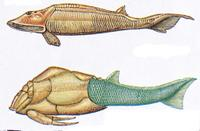
갑주어

|                      | 현 생 누 대 | 신생대       |                                 |                                      |                       |
| 제4기                | 현 생 누 대 | 신생대       | 258 만년 전 ~ 현재              | 인류의 출현                          |                       |
| 신신생기             | 현 생 누 대 | 신생대       | 2,300 만년 전 ~ 258만년 전      | 마지막 빙하기의 시작                 |                       |
| 고신생기             | 현 생 누 대 | 신생대       | 6,550 만년 전 ~ 2,300만년 전    | 대형 포유류의 등장                   |                       |
| 중생대               | 현 생 누 대 | 백악기       | 14,550 만년 전 ~ 6,550 만년 전  | 공룡의 멸종, 속씨식물의 출현         |                       |
| 중생대               | 현 생 누 대 | 쥐라기       | 18,000 만년 전 ~ 14,550 만년 전 | 판게아의 분열이 시작됨.              |                       |
| 중생대               | 현 생 누 대 | 트라이아스기 | 23,000 만년 전 ~ 18,000 만년 전 | 공룡, 악어, 익룡 출현                |                       |
| 고생대               | 현 생 누 대 | 페름기       | 29,900 만년 전 ~ 23,000 만년 전 | 판게아 형성, 페름기 대멸종           |                       |
| 고생대               | 현 생 누 대 | 석탄기       | 35,920 만년 전 ~ 29,900 만년 전 | 최초의 육상 척추동물이 출현          |                       |
| 고생대               | 현 생 누 대 | 데본기       | 41,600 만년 전 ~ 35,920 만년 전 | 나무의 출현                          |                       |
| 고생대               | 현 생 누 대 | 실루리아기   | 44,370 만년 전 ~ 41,600 만년 전 | 갑주어                               |                       |
| 고생대               | 현 생 누 대 | 오르도비스기 | 48,830 만년 전 ~ 44,370 만년 전 | 다양한 극피동물 출현, 육상 식물 출현 |                       |
| 고생대               | 현 생 누 대 | 캄브리아기   | 54,200 만년 전 ~ 48,830 만년 전 | 척추동물의 출현                      |                       |
| 선 캄 브 리 아 시 대 | 원 생 누 대 | 신원생대     | 에디아카라기                    | 63,500 만년 전 ~ 54,200 만년 전      | 다세포생물 출현       |
| 선 캄 브 리 아 시 대 | 원 생 누 대 | 신원생대     | 크라이오제니아기                | 85,000 만년 전 ~ 63,500 만년 전      | 눈덩이 지구           |
| 선 캄 브 리 아 시 대 | 원 생 누 대 | 신원생대     | 토니아기                        | 100,000 만년 전 ~ 85,000 만년 전     |                       |
| 선 캄 브 리 아 시 대 | 원 생 누 대 | 중원생대     | 스테니아기                      | 120,000 만년 전 ~ 100,000 만년 전    | 로디니아 초대륙       |
| 선 캄 브 리 아 시 대 | 원 생 누 대 | 중원생대     | 엑타시아기                      | 140,000 만년 전 ~ 120,000 만년 전    |                       |
| 선 캄 브 리 아 시 대 | 원 생 누 대 | 중원생대     | 칼리미아기                      | 160,000 만년 전 ~ 140,000 만년 전    |                       |
| 선 캄 브 리 아 시 대 | 원 생 누 대 | 고원생대     | 스타테리아기                    | 180,000 만년 전 ~ 160,000 만년 전    | 진핵생물 출현         |
| 선 캄 브 리 아 시 대 | 원 생 누 대 | 고원생대     | 오로시리아기                    | 205,000 만년 전 ~ 180,000 만년 전    |                       |
| 선 캄 브 리 아 시 대 | 원 생 누 대 | 고원생대     | 리아시아기                      | 230,000 만년 전 ~ 205,000 만년 전    |                       |
| 선 캄 브 리 아 시 대 | 원 생 누 대 | 고원생대     | 시데리아기                      | 250,000 만년 전 ~ 230,000 만년 전    |                       |
| 선 캄 브 리 아 시 대 | 시생누대    | 신시생대     | 신시생대                        | 280,000 만년 전 ~ 250,000 만년 전    | 대륙 지각 형성        |
| 선 캄 브 리 아 시 대 | 시생누대    | 중시생대     | 중시생대                        | 320,000 만년 전 ~ 280,000 만년 전    | 스트로마톨라이트 형성 |
| 선 캄 브 리 아 시 대 | 시생누대    | 고시생대     | 고시생대                        | 360,000 만년 전 ~ 320,000 만년 전    | 광합성하는 세균 출현  |
| 선 캄 브 리 아 시 대 | 시생누대    | 초시생대     | 초시생대                        | 400,000 만년 전 ~ 360,000 만년 전    | 원핵생물 출현         |
| 선 캄 브 리 아 시 대 | 명왕누대    | 명왕누대     | 명왕누대                        | 457,000 만년 전 ~ 400,000 만년 전    | 지구가 생김           |

## 자연과학

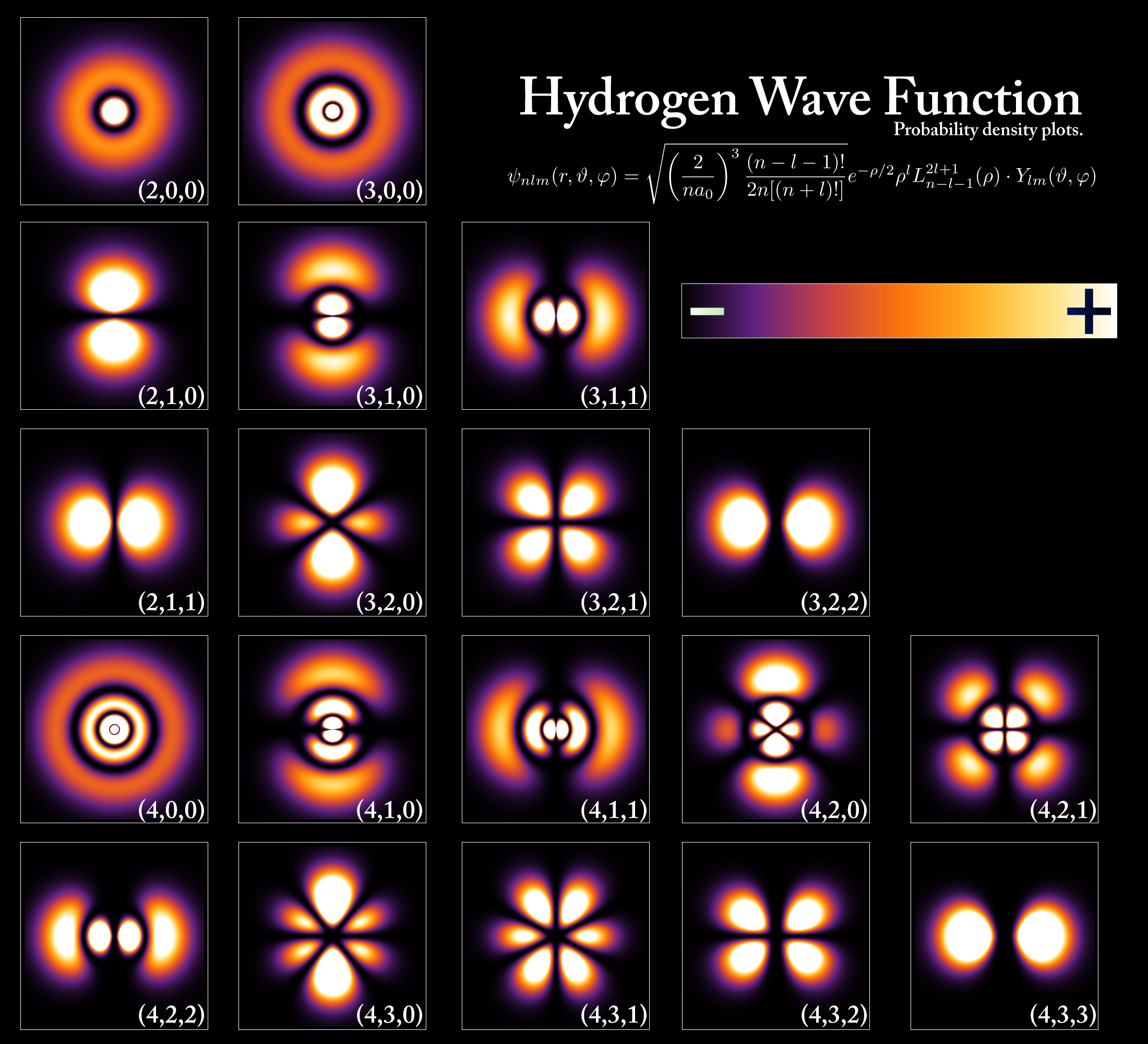
수소 원자의 전자가 형성하는 오비탈

자연과학은 확실한 경험을 토대로 한 자연 현상에 관한 보편적인 법칙과 조직화된 지식의 체계이다. 물리와 화학은 자연을 이루는 물질과 에너지, 그리고 이들의 상호 작용을 연구한다. 지금까지의 연구 결과에 의하면 물질을 이루는 최소의 단위는 기본입자들이다. 기본입자는 양성자, 중성자, 전자와 같은 미립자를 이루고, 미립자는 다시 원자를 구성하며, 이러한 원자들이 화학 결합을 통해 분자를 이룬다.
고유한 화학적 특징을 지니는 물질의 최소단위는 분자이며, 물질은 분자 단위 미만의 상태에서는 화학적 특성을 잃는다.
에너지는 일을 할 수 있는 능력이다. 에너지의 이동은 물질의 물질의 상태를 변화시키거나 운동을 일으키고, 화학 반응이 일어나게 한다.
현대 물리학은 물질과 에너지의 상호작용에 대해 많은 법칙을 발견하였으나 여전히 미해결 문제가 남아있다.

### 우주

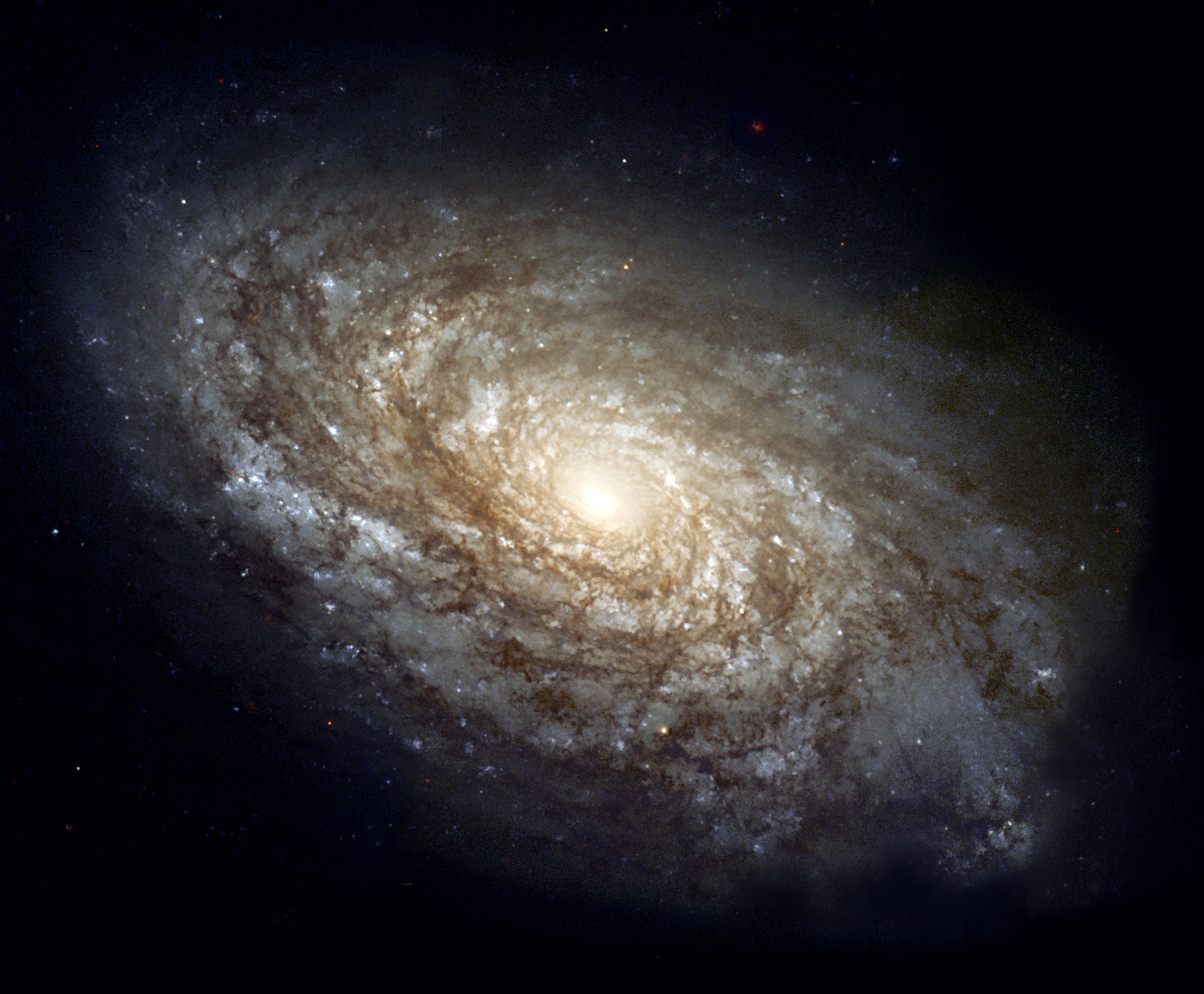
NGC 4414

현대의 이론물리학에서는 표준모형으로 우주의 물질과 에너지의 구성을 설명한다. 표준모형은 기본입자와 네 가지의 기본상호작용으로 우주의 물질 구성과 운동을 설명한다. 기본 입자 가운데 힉스 입자는 아직 관찰되지 않았다. 기본 입자 역시 더 작은 앞선입자로 이루어진 것이란 주장도 있으나 이것을 뒷받침하는 과학적 증거는 아직까지 나오지 않았다.
한편, 이론 물리학은 빅뱅 이론으로 우주의 생성을 설명하고 있다. 빅뱅은 약 150억 년 전의 거대한 폭발을 통해 우주가 생성되었다고 보는 이론이다. 1929년 에드윈 허블은 적색 편이를 관측하여 은하계가 서로 멀어지고 있으며 거리가 먼 은하계일 수로 멀어지는 속도가 빠르다는 사실을 관측하였다. 허블은 시간을 거꾸로 돌려 생각하면 과거의 은하계들은 서로 매우 가까운 위치에 있었을 것이므로 우주는 시간이 지남에 따라 계속하여 확장되고 있다고 생각하였으며, 이러한 가설을 바탕으로 최초의 우주가 매우 작고 뜨거운 상태였다는 빅뱅 우주론이 제안되었다. 최초의 우주가 매우 뜨거운 상태였다면 짧은 파장의 전자기 복사로 가득차 있었을 것이며 시간이 지나 우주가 팽창됨에 따라 전자기 복사 역시 파장이 길어져 우주 전역에서 관측되어야 한다.1964년 전파 천문학자들인, 아노 알런 펜지어스와 로버트 우드로 윌슨은 우주 배경 복사를 발견하여 빅뱅 이론을 뒷받침하였다. 그들은 1978년에 이 공로로 노벨 물리학상을 수상하였다.
20세기 이후 인류는 우주 탐사를 위한 여러 가지 일들을 진행하였다. 태양계의 밖으로까지 보내진 보이저 1호나 화성에서 임무를 수행한 스피릿 로버와 같은 무인 우주 탐사선을 우주로 보냈고, 아폴로 계획을 통해 달에 유인 우주선을 보내는 한편, 허블 망원경으로 우주를 관찰하고 국제우주정거장과 같은 유인 거주 구역을 설치하여 여러 실험을 진행하고 있다.

## 철학
고대 그리스 철학에서는 자연의 구성과 본질에 대한 여러 가지 주장이 있었다. 탈레스는 물질의 기원을 물로 인식하였으며 고대 그리스에서는 자연이 불, 물, 흙, 공기로 이루어져 있다는 4 원소설이 일반적으로 받아들여지고 있었다. 고대 그리스의 데모크리토스는 원자의 개념을 제안하였다. 한편, 중국을 비롯한 동아시아에서는 태극과 음양오행설로 사물의 구성과 움직임을 설명하였다.
근대 유럽에서는 자연주의 철학이 과학적 방법론과 자연과학의 성립에 많은 영향을 주었다. 17세기 이후 유럽에서는 경험주의와 자연주의의 확산은 증거로서 논증된 지식만을 인정하는 풍토를 조성하였고 이로써 과학적 방법론이 수립되었다. 이후 17세기와 18세기에 걸쳐 아이작 뉴턴의 고전 역학 정립, 앙투안 라부아지에의 산소발견, 요하네스 케플러의 지구 공전 궤도 계산과 같은 업적에 힘입어 물리학, 화학, 천문학과 같은 학문들이 수립되게 되며 가히 폭발적인 발전이 이루어졌다. 이러한 과학의 발전 양상을 과학 혁명이라 한다. 과학 혁명은 산업 혁명과 맞물리면서 근대의 특성을 낳았다.
인간이 외부 세계를 어떻게 인지할 수 있는 지에 대한 철학 이론을 인식론이라고 한다. 인식적인 연구는 그리스·중세에도 있었으나, 철학의 중심적인 과제가 된 것은 근세, 특히 존 로크부터이다. 인식의 기원에 관한 주장으로는 이성론과 경험론이 있다. 근세에 와서 이성론은 주로 유럽에서 그리고 경험론은 영국에서 발달했다. 영국에서는 중세기 이후 경험론의 전통이 있었으며 로크 이후에는 더욱더 치밀해졌다. 임마누엘 칸트는 이 양자를 종합하여 '선험적 종합판단'이라는 개념을 고안했다.
인간과 자연에 대한 이해는 철학 사조마다 다르다. 변증법은 인간과 자연의 운동에 대한 철학적 이론으로 헤겔의 변증법과 마르크스의 변증법이 대표적이다. 실존주의는 자연주의와 같은 근대 철학이 갖고 있던 객관주의적인 입장을 비판하면서 실존하는 주체로서 개인의 중요성을 강조하였다. 장 폴 사르트르의 "실존은 본질에 우선한다."는 문장이 널리 알려져 있다. 생태주의는 인간의 영향력이 커짐에 따라 자연 자체를 위협하는 지경에 이르게 된 점에 대한 비판에서 출발하여 자연을 자원이나 개발의 대상으로 파악하던 기존의 인식을 비판하고 인간의 활동이 생태적 관점에서 이루어져야 한다는 사상이다. 생태주의에서 영향을 받은 지속 가능한 개발, 교토 의정서과 같은 정책이 널리 알려져 있다.

## 같이 보기
- 자연의 역사
- 자연 환경
- 박물학
- 자연과학
- 자연철학
- 풍경